# Myrmecophilus escherichi
Myrmecophilus escherichi är en insektsart som beskrevs av Schimmer 1911. Myrmecophilus escherichi ingår i släktet Myrmecophilus och familjen Myrmecophilidae. Inga underarter finns listade i Catalogue of Life.